# Дур (Горњи Пиринеји)
Дур (фр. Dours) насеље је и општина у јужној Француској у региону Миди Пирене, у департману Горњи Пиринеји која припада префектури Тарб.
По подацима из 2011. године у општини је живело 228 становника, а густина насељености је износила 45,69 становника/km². Општина се простире на површини од 4,99 km². Налази се на средњој надморској висини од 390 метара (максималној 343 m, а минималној 244 m).

## Демографија
| 1962. | 1968. | 1975. | 1982. | 1990. | 1999. | 2011. |
| ----- | ----- | ----- | ----- | ----- | ----- | ----- |
| 170   | 173   | 141   | 143   | 141   | 183   | 228   |

График промене броја становника у току последњих година